# 橘公司
橘公司（日语：たちばな こうし，1986年—）是日本的小說家，處女作《蒼穹女武神》得到第20回幻想長編小說大賞準入選。

## 主要作品
- 蒼穹女武神（富士見Fantasia文庫，插圖：森沢晴行，2009年－2012年連載，全8卷）
- 約會大作戰（富士見Fantasia文庫，插圖：つなこ，本傳2011年－2020年連載，全36卷【本傳22卷、短篇集11卷、設定集2卷、選集1卷】）
- 為了終有一天能拯救世界 -Qualidea Code-（富士見Fantasia文庫，插圖：はいむらきよたか，2015年－2016年連載，全2卷）
- 王者的求婚（富士見Fantasia文庫，插圖：つなこ，2021年开始连载，连载中，刊载7卷）

## 外部連結
- 橘公司的X（前Twitter）